# 列夫·科夫帕克
列夫·伊戈列维奇·科夫帕克（羅馬化：Lev Igorevich Kovpak；1978年10月23日—）是俄罗斯政治人物，第七届和第八届国家杜马代表。他是苏联英雄西多尔·科夫帕克的远亲。
科夫帕克曾在加州大学旧金山分校学习。1990年代，他在叶卡捷琳堡的SKB银行工作。2005年至2010年，他担任第四届叶卡捷琳堡市杜马代表。2010年至2011年，他担任斯维尔德洛夫斯克州立法议会代表。2016年，他当选第七届国家杜马代表。 2021年9月起担任第八届国家杜马代表。